# Олівія (мультсеріал)
Олівія — американсько-британський анімаційний мультсеріал, створений медіакомпанією Chorion і заснований на книгах Яна Фальконера . 

## Сюжет
Події відбуваються у світі, де всі персонажі є антропоморфними свинями. Сюжет складається з повсякденних ситуацій, в яких опиняється Олівія, і її унікальний спосіб їх вирішення.

## Серії
| Сезон | Серія | Перший показ      | Останній показ |
| ----- | ----- | ----------------- | -------------- |
| 1     | 25    | 26 січня 2009     | 29 квітня 2010 |
| 2     | 15    | 21 листопада 2010 | 29 жовтня 2015 |

## Персонажі
- Олівія — головний персонаж мультсеріалу. Має розвинуту уяву і фантазує про різні ролі, наприклад попзірки чи супергероя. Вона демонструє хорошу поведінку та вчить дітей, як ділитися, використовувати свою уяву, бути фізично активними та впевненими у собі.
- Ієн — 6-річний брат Олівії. Любить проводити з Олівією час і брати участь у її пригодах, але часто дратує сестру. Він серед іншого любить динозаврів, роботів і бейсбол.
- Вільям — молодший брат Олівії та Ієна. Він є малюком, тому весь час їсть, спить та плаче.
- Мама — мати Олівії, Ієна та Вільяма. Керує власним бізнесом з організації вечірок з дому.
- Тато — батько Олівії, Ієна та Вільяма. Є архітектором і час від часу розсіяний.
- Дядько Ґаррет — дядько по материнській лінії, є професійним футболістом. Він грає балет з Олівією і з'являється лише в серії «Olivia Takes Ballet»

### Друзі
- Джуліан  — найкращий друг Олівії. Він розумний, але інколи буває сором'язливий і дозволяє Олівії взяти на себе ініціативу.
- Франсін  — подруга Олівії. У першому сезоні вона часто виступала в ролі антагоніста та намагалася викликати ревнощі у Олівії. У другому сезоні Франсін стає дружнішою до Олівії та її однокласників.